# Lý Thần Tông
Lý Thần Tông, né sous le nom Lý Dương Hoán en 1116 et mort en 1138, est Empereur du Đại Việt (ancêtre du Viêt Nam) de 1127 à 1138 et le cinquième représentant de la dynastie Lý.

## Biographie
Lý Thần Tông est le fils de Đỗ Thị et de Sùng Hiền. il est le frère de l'Empereur Lý Nhân Tông le quatrième Empereur de la dynastie Lý.
Lý Thần Tông est adopté par son oncle qui n'est pas en mesure d'avoir un héritier.
À la mort de Lý Nhân Tông en 1127, il lui succède sur le trône du Đại Việt.

### Mort prématurée
Lý Thần Tông  meurt prématurément à seulement 23 ans en 1138, son fils Lý Anh Tông, alors âgé de 3 ans lui succède.